# 민경식 (1920년)
민경식(閔庚植, 1920년 12월 30일, 용인 ~ 2000년 12월 22일 서울시)은 대한민국의 정치인이다.
- 니혼 대학 예술대를 졸업하였다.
- 만주일보사 기자를 역임했다.
- 제헌의회 의원

삼성서울병원에서 노환으로 별세했다.

## 가족 관계
- 조부 : 민구호(閔龜鎬, 1849 ~ 1934)
  - 부 : 진사(進士) 민영선(閔泳善, 1874 ~ 1959)
    - 아내: 나영란(羅英蘭, 1927년 ~)
      - 아들: 민병규(丙奎, 1960년 ~, 회계사, 캐나다 거주)
      - 사위: 이철수(李喆壽, 1947년 ~, 前 하나은행 부행장), 조관호(조寬鎬 재 캐나다 사업), 김승협(金承協, 1954년 ~, 서울대학교병원 진료부원장), 이용호(李鎔浩, 1957년 ~, (주)라인무역 대표)

## 역대 선거 결과
|  | 60.51% |

|  | 11.67% |

## 참고자료
- 《대한민국 의정총람》, 국회의원총람발간위원회, 1994년
- 민경식 - 대한민국헌정회
- 《동아일보》(2000.12.22.)
- 《한국일보》(2000.12.22.)